# TU (単位)
TU (time unit) は、時間の単位であり、その長さは1024 マイクロ秒 (µs) に等しい。
この単位は1999年にIEEE 802.11で定められた物で、2007年に改訂されたときにもこの単位は残された。
この単位は、IEEE 802.11でいくつかの時間間隔を記述するのに用いられている。1 TUは1 ミリ秒 (ms)に非常に近いが、そのわずかな違いを区別し、「ミリ秒」という言葉を使わないようにするために “TU” が用いられる。
1MHz（周期1マイクロ秒）のクロックを持ったデジタルハードウェアでは、1ミリ秒より1TUを基準にする方が実装が簡単になる。1ミリ秒=1000マイクロ秒を作るためには位相同期回路やデジタル分周器で1MHzのクロックシグナルを1000分の1に分周する必要があるが、1TU=1024マイクロ秒であれば2分の1の分周を10回実施すれば作れるからである。